# Johannes Fabritius
Johannes Fabritius (Middenbeemster, gedoopt 30 november 1636 – Hoorn (?), na 13 maart 1693) was een Nederlandse kunstschilder uit de 17e eeuw. Hij was een jongere broer van Carel en Barent Fabritius. Van zijn werk zijn alleen enkele stillevens bewaard gebleven.

## Leven
Johannes Fabritius was een zoon van Barbertje Barentsdr. van der Maes (1601-1667), de vroedvrouw van de Beemster, en Pieter Carelsz. Fabritius, koster van de kerk van Middenbeemster en zondagsschilder. Toen hij op 30 november 1636 werd gedoopt, waren zijn doopouders de zijdekoopman Abraham de Potter en diens vrouw Sara Sauchelle. Abraham de Potter was een huisvriend van het gezin Fabritius en werd in 1649 geportretteerd door Johannes' oudste broer Carel Fabritius.
Net als zijn broers Carel en Barent heeft Johannes Fabritius zijn eerste schilderlessen waarschijnlijk van hun vader Pieter Carelsz. gekregen. Op een gegeven moment heeft hij Middenbeemster verlaten en is hij naar Hoorn verhuisd om daar een schilderscarrière op te bouwen.
Johannes Fabritius is drie keer getrouwd geweest. Nadat hij voor het eerst weduwnaar was geworden, trouwde hij in 1668 in Hoorn met Claesje Jansdr. van Halma, die kort erna overleed. In 1670 trouwde hij met Sasie Foppesdr.
Het is niet bekend wanneer hij is overleden. Hij wordt voor het laatst vermeld in Hoorn op 13 maart 1693.

## Werk

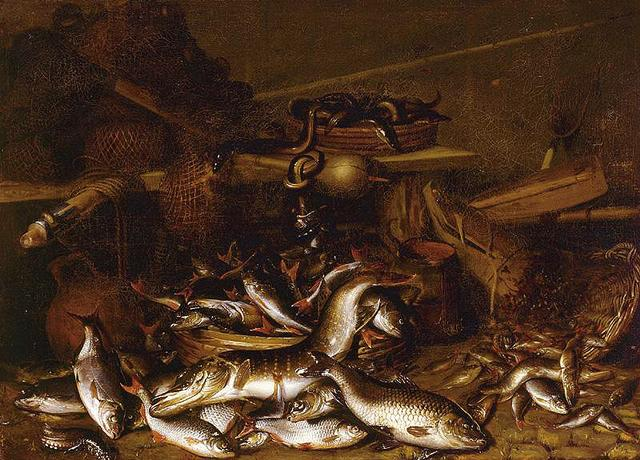
Johannes Fabritius, Stilleven met vissen, palingen en visnetten, gesigneerd: Joanne Fabricius. pinxit, onbekende privécollectie (voorheen Museo de Arte de Ponce, Puerto Rico)

Er is van Johannes Fabritius weinig werk bekend. Volgens een notariële akte van 30 november 1676 heeft hij een "perspectief" van de Grote Kerk van Hoorn gemaakt. Dit wordt in elk geval verklaard door zijn leerling Cornelis Izaäcksz. uit De Rijp. Perspectivische voorstellingen van interieurs en stadsgezichten waren een specialiteit van Carel Fabritius, en Johannes kan dit van hem of van Barent hebben geleerd.
Het bijbelse schilderij Tobias en zijn vrouw  stond in een catalogus uit 1765 op naam van Johannes. Nadat het vanaf 1882 afwisselend aan Carel Fabritius en Rembrandt was toegeschreven, houden de kunsthistorici het sinds 1958 op Barent Fabritius.
De enige gesigneerde schilderijen die van Johannes Fabritius bewaard zijn gebleven, zijn enkele stillevens die hij aan het eind van zijn leven heeft gemaakt: een drietal bloemstukken met druiven en papegaaien (waarvan één gedateerd 1691) en twee stillevens met vissen en visgerei. De stijl van deze schilderijen wijkt totaal af van het werk van zijn twee oudere broers.

### Stillevens met vissen
De twee stillevens vormen pendanten.
- Stilleven met vissen en visgerei, signatuur: Joanne Fabricius. pinxit, 111,1 x 151 cm, onbekende privécollectie (voorheen Museo de Arte de Ponce, Puerto Rico)[7]
- Stilleven met vissen en visgerei, ongesigneerd, 110,5 x 150,5 cm, Art Gallery of Ontario, Toronto[8]

### Bloemstukken
- Bloemen in glazen vaas met fruit en twee papegaaien, gesigneerd: Joannes Fabritivs f. / 1691, Musée Jeanne d'Aboville, La Fère[9]
- Bloemen in een vaas met fruit en vlinders, Musée des Beaux-Arts d’Orléans[10]
- Bloemen in een vaas met een papegaai, fruit en mais aan de voet, verblijfplaats onbekend (voorheen kunsthandel Z. Birtschansky, Paris, 1935)[11]